# 华雷斯城条约
华雷斯城条约是1911年5月21日，墨西哥总统波菲里奥·迪亚斯和革命领袖弗朗西斯科·馬德羅签订的和平条约。条约签订后，支持弗朗西斯科·馬德羅的部队与支持波菲里奥·迪亚斯的部队停战，墨西哥革命初期阶段由此结束。
条约规定波菲里奥·迪亚斯和副总统拉蒙·科拉尔必须在五月最後一天前前下台，弗朗西斯科·莱昂·德拉巴拉将出任临时总统，墨西哥全國將举行总统选举。因革命而遭受损失者将得到补偿，当局亦将实行大赦。5月25日，波菲里奥·迪亚斯辞去总统职务，临时总统弗朗西斯科·莱昂·德拉巴拉上任。迪亚斯及其家人、副总统以及财政部长离开墨西哥，流亡海外。 